# 烟台专区
烟台专区，中华人民共和国山东省已撤消的专区，在今山东省东北部。
1958年设置，专员公署驻烟台市。辖原由省直辖的烟台市；原莱阳专区所属威海市及文登、福山、牟平、乳山、荣成、栖霞、黄县、招远、海阳、蓬莱、掖县、莱阳、莱西、长岛14县。同年，专区辖县作以下调整：
1. 撤销福山、牟平2县，并入烟台市；
2. 撤销乳山县，并入烟台市及文登、海阳2县；
3. 撤销莱西县，并入莱阳县；
4. 撤销长岛、黄县2县，并入蓬莱县。

调整后，烟台专区辖2市、8县。
1960年，复设牟平县。1961年，恢复福山、乳山、莱西、黄县四县；原属青岛市的即墨县划入烟台专区。1963年，恢复长岛县。烟台专区辖2市、15县。
1967年，撤销烟台专区，改置烟台地区。